# Arquidiocese de Hermosillo
A Arquidiocese de Hermosillo (Archidiœcesis Hermosillensis) é uma circunscrição eclesiástica da Igreja Católica situada em Hermosillo, México. Seu atual arcebispo é Ruy Rendón Leal. Sua Sé é a Catedral da Assunção de Hermosillo.
Possui 54 paróquias servidas por 93 padres, contando com 981 370 habitantes, com 73,8% da população jurisdicionada batizada (724 610 batizados).

## História
A evangelização da região foi realizada pelo padre Niza que acompanhou com ousadia as explorações geográficas e os conquistadores espanhóis. Os espanhóis se estabeleceram em diferentes locais e evangelizaram numerosas tribos da região no início do século XVII. Os jesuítas, a quem foi confiada a tarefa de converter o povo dessas terras ao cristianismo, fundaram as famosas missões de Río Yaqui, Río Mayo e de Pimeria. Destacou-se entre os sacerdotes o padre italiano Eusebio Francesco Chini, chamado de padre Kino. Em 1767 os jesuítas foram expulsos e tiveram que abandonar as missões bem estabelecidas que se estendiam por um vasto território.
A Diocese de Sonora foi erigida em 7 de maio de 1779 com a bula Immensa divinæ pietatis do Papa Pio VI, recebendo o território das dioceses de Durango e de Guadalajara (ambas atualmente arquidioceses). A nova diocese compreendia toda a Califórnia (inclusive a Baixa Califórnia), e os estados de Sonora e de Sinaloa.
Originalmente era sufragânea da Arquidiocese da Cidade do México e a residência episcopal era em Arizpe, onde estava a catedral dedicada à Virgem de Loreto. Após os confrontos com os índios, a sé foi primeiro transferida para Álamos e depois para Culiacán.
Em 27 de abril de 1840, ele cedeu uma parte de seu território para o benefício da ereção da Diocese da Califórnia, a partir do qual originou as dioceses mexicanas na Baixa California e aquelas na moderna Califórnia norte-americana
Em 23 de junho de 1863 passou a fazer parte da província eclesiástica da Arquidiocese de Guadalajara.
Em 24 de maio de 1883, cedeu outra parte de seu território em benefício da ereção da Diocese de Sinaloa (atual Diocese de Culiacán) e junto a residência episcopal foi transferida para Hermosillo.
Em 23 de junho de 1891 por força da bula Illud in primis do Papa Leão XIII passou a fazer parte da província eclesiástica da Arquidiocese de Durango.
Cedeu outra parte de seu território em 20 de junho de 1959, para o benefício da ereção da Diocese de Ciudad Obregón.
Em 1 de setembro do mesmo ano, assumiu o nome de Diocese de Hermosillo como resultado do decreto Quum Apostolicis da Congregação para os Bispos.
Em 13 de julho de 1963 foi elevada à dignidade de arquidiocese metropolitana pela bula Mexicana natio do Papa Paulo VI.
Em 25 de março de 1966 e 19 de março de 2015, cedeu outras partes do território para o benefício da ereção, respectivamente, da Diocese de Mexicali e da Diocese de Nogales.

## Prelados
| #                   | Nome                                                 | Período     | Notas                            |
| Arcebispos          | Arcebispos                                           | Arcebispos  | Arcebispos                       |
| ------------------- | ---------------------------------------------------- | ----------- | -------------------------------- |
| 4º                  | Ruy Rendón Leal                                      | 2016 -      | Atual                            |
| 3º                  | José Ulises Macías Salcedo                           | 1996 - 2016 | Arcebispo emérito                |
| 2º                  | Carlos Quintero Arce                                 | 1968 - 1996 |                                  |
| 1º                  | Juan María Navarrete y Guerrero                      | 1963 - 1968 |                                  |
| Arcebispo-coadjutor |                                                      |             |                                  |
|                     | Carlos Quintero Arce                                 | 1966 - 1968 |                                  |
| Bispos              |                                                      |             |                                  |
| 14º                 | Juan María Navarrete y Guerrero                      | 1919 - 1963 | Elevado à Arcebispo              |
| 13º                 | Ignacio Valdespino y Díaz                            | 1902 - 1913 |                                  |
| 12º                 | Herculano López de la Mora                           | 1887 - 1902 |                                  |
| 11º                 | Jesús María Rico y Santoyo, O.F.M.                   | 1883 - 1884 |                                  |
| 10º                 | José de Jesús María Uriarte y Pérez                  | 1869 - 1883 | Nomeado Bispo de Sonora          |
| 9º                  | Gil Alamán y García Castrillo                        | 1868 - 1869 | Renunciou ao episcopado          |
| 8º                  | Pedro José de Jesús Loza y Pardavé                   | 1852 - 1868 | Nomeado Arcebispo de Guadalajara |
| 7º                  | José Lázaro de la Garza y Ballesteros                | 1837 - 1850 | Nomeado Arcebispo do México      |
| 6º                  | Ángel Mariano de Morales y Jasso                     | 1832 - 1836 | Nomeado Bispo de Antequera       |
| 5º                  | Bernardo del Espíritu Santo Martínez y Ocejo, O.C.D. | 1817 - 1825 |                                  |
| 4º                  | Francisco Rousset de Jesús y Rosas, O.F.M.Obs.       | 1797 - 1814 |                                  |
| 3º                  | Damián Martínez de Gallinsoa, O.F.M.Obs.             | 1794 - 1795 | Nomeado Bispo de Tarazona        |
| 2º                  | José Joaquín Granados y Gálvez, O.F.M.Obs.           | 1788 - 1794 | Nomeado Bispo de Durango         |
| 1º                  | Antonio María de los Reyes Almada, O.F.M.Obs.        | 1780 - 1787 |                                  |
| Bispo-auxiliar      |                                                      |             |                                  |
|                     | Juan Francisco Escalante y Moreno                    | 1855–1872   |                                  |